# Rhinolophus hillorum
Rhinolophus hillorum är en fladdermusart som ingår i släktet Rhinolophus och familjen hästskonäsor. Catalogue of Life anger inga underarter.

## Beskrivning
Som alla hästskonäsor har arten flera hudflikar kring näsan. Flikarna brukas för att rikta de överljudstoner som används för ekolokalisation. Till skillnad från andra fladdermöss som använder sig av överljudsnavigering produceras nämligen tonerna hos hästskonäsorna genom näsan, och inte som annars via munnen. Pälsfärgen är brunaktig. En hona påträffad i Kamerun 18 februari 2011 hade en undararmslängd på 5,5 cm och en vikt på 21,5 g.

## Utbredning
Utbredningsområdet omfattar Väst- och Centralafrika Med isolerade populationer i Liberia, Guinea, Nigeria och Kamerun. Något enstaka, ifrågasatt fynd har dessutom gjorts i Uganda.

## Ekologi
Arten har påträffats i grottor i både låglänt skog och bergsskog.

## Bevarandestatus
IUCN listar den som nära hotad ("NT"), och populationen minskar. Främsta hoten är habitatförlust på grund av virkesavverkning och gruvdrift, samt jakt på grund av att arten är eftertraktad som föda.